# Du unga vakt, stig upp med fröjd
Du unga vakt, stig upp med fröjd är en ungdomspsalm med text skriven 1934 av Paul Nilsson.

## Publicerad i
- Den svenska psalmboken 1937, som nummer 530 under rubriken "G. Unga och gamla - 2. Ungdom".[1]